# Michał I Wsiewołodowicz Święty
Michał I Wsiewołodowicz Święty (ros. Михаил Всеволодович Святой, ur. 1179, zm. 1246) – książę czernihowski, książę halicki w latach 1235–1239.
Był synem wielkiego księcia kijowskiego i księcia czernihowskiego Wsiewołoda Czermnego oraz nieznanej z imienia córki księcia polskiego Kazimierza Sprawiedliwego. W 1246 r., po śmierci Michała Wsiewołodowicza, księstwo czernihowskie zostało podzielone na kilka dzielnic.
Miał czterech synów: 
- Rościsława,
- Romana,
- Semena,
- Mścisława.